# Selbsterhaltung
Selbsterhaltung bezeichnet die Gesamtheit aller Handlungen und Verhaltensweisen eines Systems, die den Fortbestand des Systems bewirken. Es ist ein Teilkonzept der Autopoiesis, die neben der Selbsterhaltung des Systems auch die Selbsterschaffung (Reproduktion) des Systems einschließt.

## Biologie und Psychologie
Die Bezeichnung Selbsterhaltung entstammt ursprünglich der Biologie, wo sie jene Prozesse innerhalb eines biologischen Systems zusammenfasst, die darauf ausgerichtet sind, dass das System sich selbst am Leben erhält, sei es durch angeborenes Verhalten, erlernte Reaktionsmechanismen oder bewusste Entscheidungen. Bei diesen biologischen Systemen handelt es sich stets um eine einzelne Zelle oder ein Einzelwesen, niemals aber um die eigene Art; das frühere theoretische Konzept der Arterhaltung ist seit einigen Jahrzehnten wissenschaftlich widerlegt. Und selbst bei Individuen ist die Selbsterhaltung kein Selbstzweck, sondern dient der Fortpflanzung und damit der Weitergabe der eigenen Gene. Dies zeigt sich eindrücklich im Fall der Matriphagie mancher Tierarten. Aber auch die Selbsterhaltung nach der Fortpflanzung kann der Weitergabe der eigenen Gene dienen, zum Beispiel, um Brutpflege leisten zu können. Nach Ansicht des niederländischen Zoologen und Ethnologen Nikolaas Tinbergen gibt es für jedes Verhalten sowohl proximate als auch ultimate Ursachen.
Die Bezeichnung Selbsterhaltungstrieb ist eine Bezeichnung für die Beobachtung, dass ein Lebewesen, in einer bestimmten Situation oder allgemein, zu überleben versucht. Sigmund Freud stellte in seiner Theorie der Psychoanalyse dem „Lebenstrieb“ den „Todestrieb“ gegenüber. Diese Konzeption blieb im psychoanalytischen Diskurs umstritten.
Modelle der menschlichen Persönlichkeitsentwicklung wie z. B. das Modell der Ich-Entwicklung von Jane Loevinger beschreiben die „blinde“ Selbsterhaltung meist als Charakteristikum einer weniger weit entwickelten Persönlichkeit.
Die Möglichkeit zur Selbsterhaltung eines Lebewesens ist durch das vollzogene Sterben desselben beendet; der darauffolgende Zustand wird als Tod bezeichnet.

## Systemtheorie
Der Soziologe Talcott Parsons entwickelte in den 1950er Jahren das AGIL-Schema, welches systematisch die Grundfunktionen beschreibt, die ein jedes System zur Selbsterhaltung erfüllen muss. Hiermit legte er den Grundstein für die soziologische Systemtheorie.
Darauf aufbauend beschrieb der Soziologe Niklas Luhmann in seiner Systemtheorie die gesamte Welt als grundsätzlich aus autopoietischen Systemen bestehend, schloss also neben biologischen Systemen auch psychische Systeme (z. B. das Selbst) und soziale Systeme (z. B. politische Organisationen) mit ein. Als Soziologie hatte er vor allem mit der Betrachtung der Gesellschaft als ein vollständig aus autopoietischen, sozialen Systemen bestehendes großes System entscheidenden Einfluss auf die soziologische Systemtheorie. In seiner Theorie müssen Systeme, um sich erhalten zu können, an sich selbst „anschließen“ (Anschluss (Luhmann)).

## Politik und Philosophie
Ganz verschiedenartige Phänomene von der Klimaschutz-Bewegung bis hin zu Forschungsprogrammen zur Weltraumkolonisierung scheinen von einem Wille zur Selbsterhaltung der Menschheit motiviert zu sein. Da der Mensch aber auch eine Tierart ist, würde das dem oben genannten wissenschaftlichen Stand der Biologie widersprechen, dass es keine Arterhaltung gebe. Und tatsächlich lassen sich viele menschliche Verhaltensweisen, die scheinbar der Erhaltung der Menschheit dienen, auch anders erklären, so dass sie eigentlich nur der Weitergabe der eigenen Gene dienen, zum Beispiel, indem sie den eigenen Nachkommen ein möglichst aussichtsreiches Lebensumfeld ermöglichen, so dass diese selbst wieder Nachkommen zeugen können. Kooperatives Verhalten wäre damit lediglich ein taktisches Verhalten zum Zweck der eigenen Fortpflanzung. Ob der Mensch dennoch die einzige biologische Art ist, bei der es ein „echtes“ Streben nach Arterhaltung gibt, ist umstritten und Gegenstand philosophischer Diskussionen.
Einige hinterfragen den Selbsterhaltungstrieb des einzelnen Menschen sowie den Erhalt der Menschheit als Gesamtheit kritisch, so zum Beispiel die philosophische Strömung des Antinatalismus oder politische Bewegungen wie das Voluntary Human Extinction Movement. Nicht ganz so radikal ist die weiter verbreitete, zum Beispiel durch den Primitivismus geäußerte Kritik am Erhalt unserer (westlichen) Zivilisation. Die Möglichkeit zur Selbsterhaltung einer Zivilisation ist durch den vollzogenen Zivilisationskollaps beendet.

### Politische Theorie und Soziologie
John Locke, englischer politischer Philosoph des 17. Jahrhunderts, sprach jedem Menschen ein Recht auf Selbsterhaltung zu. Daraus folgte für ihn auch ein Recht auf Eigentum.
Michel Foucault beschrieb in seiner Theorie häufig die Selbsterhaltung sozialer Systeme durch die Ausübung von Macht und Unterdrückung. So zeigte er zum Beispiel in seinem Werk Wahnsinn und Gesellschaft, wie eine bestehende gesellschaftliche Ordnung andersartige Ideen diskreditiert, die ihren Fortbestand gefährden, indem sie die Personen, die sie äußern, als „psychisch krank“ (meist „schizophren“) abstempelt, und sich damit selbst erhält. Als reales Beispiel aufgeführt werden kann die Diagnostizierung des politisch motivierten US-amerikanischen Terroristen Theodore Kaczynski als „schizophren“. Dieser wollte durch seine Bombenattentate Aufmerksamkeit auf das sich selbst erhaltende und den Menschen Freiheit und Würde raubende weltumspannende „industriell-technologische System“ lenken. Seine spätere mediale Darstellung und medizinische Diagnose als „psychisch krank“ sagte er als Selbsterhaltungsmechanismus dieses Systems im Sinne Foucaults selbst vorher (Siehe auch Antipsychiatrie und Schizophrenie#Kritik am Konzept der Krankheit).

### Philosophie
Selbsterhaltung bildet unter der Benennung eines Willens zum Leben ein zentrales Konzept der Philosophie Arthur Schopenhauers. In Welt als Wille und Vorstellung wird Selbsterhaltung als monistisches und grundlegendes, die gesamte Welt durchdringendes, mithin metaphysisches Prinzip dargestellt. Unter starke Kritik gerät diese Sicht durch Friedrich Nietzsches Idee eines Willens zur Macht. In Also Sprach Zarathustra heißt es: „Lieber noch gehe ich unter, als dass ich diesem Einen absagte; und wahrlich, wo es Untergang giebt und Blätterfallen, siehe, da opfert sich Leben - um Macht!.“ Hier ist also die Rede davon, dass es Dinge gibt, welche Lebewesen mehr wert sind, als sie sich selbst wert sind. Analog dazu heißt es im fünften Buch der Fröhlichen Wissenschaft, welches nach Also Sprach Zarathustra als dessen Ergänzung erschien: „Sich selbst erhalten wollen ist der Ausdruck einer Nothlage, einer Einschränkung des eigentlichen Lebens-Grundtriebes, der auf Machterweiterung hinausgeht und in diesem Willen oft genug die Selbsterhaltung in Frage stellt und opfert. […] und in der Natur herrscht nicht die Nothlage, sondern der Ueberfluss, die Verschwendung, sogar bis in's Unsinnige. Der Kampf um’s Dasein ist nur eine Ausnahme, eine zeitweilige Restriktion des Lebenswillens; der grosse und kleine Kampf dreht sich allenthalben um's Uebergewicht, um Wachsthum und Ausbreitung, um Macht, gemäss dem Willen zur Macht, der eben der Wille des Lebens ist.“